# Нечаєв Данило В'ячеславович
Данило В'ячеславович Нечаєв (біл. Даніла Вячаслававіч Нячаеў, нар. 30 жовтня 1999, Могильов, Білорусь) — білоруський футболіст, півзахисник клубу БАТЕ (Борисов) та національної збірної Білорусі.

## Клубна кар'єра
Вихованець могильовського «Дніпра». У серпні 2017 року разом з іншими молодими гравцями підписав 3-річний контракт з могильовцями. У 2018 році залучився до основного складу. Дебютував в їх складі 24 листопада в матчі 29-го туру чемпіонату Білорусі з мінським «Динамо». Нечаєв вийшов у стартовому складі й провів на полі всі 90 хвилин, а столична команда здобула перемогу з розгромним рахунком 3:0. За підсумками сезону «Дніпро» посів останнє місце в турнірній таблиці та об'єднався з «Променем». Нова команда отримала назву «Дняпро» і продовжила виступ у Вищій лізі. Нечаєв разом з декількома одноклубниками підписав контракт з об'єднаною командою.
Сезон 2019 року провів в оренді в «Ліді», яка виступала в першій лізі. 13 квітня дебютував за команду в грі з новополоцьким «Нафтаном». Нечаєв вийшов у стартовому складі, а на 86-ій хвилині його замінив Владислав Сирісько. У наступній грі забив свій перший м'яч за «Ліду», відзначившись вже на 2-ій хвилині зустрічі з НФК. Матч завершився результативною нічиєю 2:2. Всього за підсумками сезону Нечаєв взяв участь у 25 матчах першості, забив 2 м'ячі і заробив 4 жовті картки.
24 лютого 2020 року підписав контракт «Білшиною», яка вийшла до вищої ліги. Розпочав сезон 2020 року в дублі, але незабаром закріпився в основній команді. Граючи на позиції захисника, відзначився голом і віддав 5 результативних передач протягом сезону, що не врятувало бобруйський клуб від вильоту в Першу лігу.
У січні 2021 року перейшов до БАТЕ. У футболці борисовського клубу дебютував 2 березня 2020 року в програному поєдинку суперкубку Білорусі проти солігорського «Шахтаря». Данило вийшов на поле в стартовому складі та відіграв увесь матч. У Вищій лізі Білорусі за БАТЕ дебютував 14 березня 2021 року в переможному (3:0) домашньому поєдинку 1-го туру проти «Слуцька». Нечаєв вийшов на поле в стартовому складі та відіграв увесь матч, а на 70-ій хвилині отримав жовту картку.

## Кар'єра в збірній
4 вересня 2020 року дебютував у молодіжній збірній Білорусі, зігравши всі 90 хвилин у матчі кваліфікації чемпіонату Європи проти Нідерландів (0:7).
Вперше отримав виклик у збірну Білорусі головним тренером Михайлом Мархель для участі в товариському матчі проти збірної Гондурасу (24 березня 2021) і в матчах відбіркового турніру чемпіонату світу 2022 року проти збірної Естонії (27 березня 2021) і збірної Бельгії (30 березня 2021). 24 березня 2021 дебютував у збірній Білорусі в домашньому товариському матчі проти збірної Гондурасу (1:1), вийшовши на заміну на 46-ій хвилині замість Романа Юзепчука.

## Статистика виступів

### Клубна
| Сезон             | Команда             | Чемпіонаь         | Чемпіонаь | Чемпіонаь | Національний кубок | Національний кубок | Національний кубок | Єврокубки | Єврокубки | Єврокубки | Інші кубки | Інші кубки | Інші кубки | Загалом | Загалом | Загалом |
| Сезон             | Команда             | Змаг.             | Матчі     | Голи      | Змаг.              | Матчі              | Голи               | Змаг.     | Матчі     | Голи      | Змаг.      | Матчі      | Голи       | Матчі   | Голи    |         |
| ----------------- | ------------------- | ----------------- | --------- | --------- | ------------------ | ------------------ | ------------------ | --------- | --------- | --------- | ---------- | ---------- | ---------- | ------- | ------- | ------- |
| 2018              | «Дніпро» (Могильов) | ВЛ                | 2         | 0         | КБ                 | 0                  | 0                  |           | -         | -         |            | -          | -          | 2       | 0       |         |
| 2019              | «Ліда»              | 1Л                | 25        | 2         | КБ                 | 2                  | 0                  |           | -         | -         |            | -          | -          | 27      | 2       |         |
| 2020              | «Білшина»           | ВЛ                | 19        | 1         | КБ                 | 1                  | 0                  |           | -         | -         |            | -          | -          | 20      | 1       |         |
| 2021              | БАТЕ                | ВЛ                | 5         | 0         | КБ                 | 0                  | 0                  |           | -         | -         | СБ         | 1          | 0          | 3       | 0       |         |
| Усього за кар'єру | Усього за кар'єру   | Усього за кар'єру | 51        | 3         |                    | 3                  | 0                  |           | -         | -         |            | 1          | 0          | 55      | 3       |         |

### Виступи в збірній
| Дата      | Місто  | Господарі | Результат | Гості    | Турнір           | Голи | Примітки |
| --------- | ------ | --------- | --------- | -------- | ---------------- | ---- | -------- |
| 24-3-2021 | Мінськ | Білорусь  | 1 – 1     | Гондурас | товариський матч | -    | 46'      |
| Усього    |        | Матчів    | 1         |          | Голів            | 0    |          |

## Громадянська позиція
Після жорстокого придушення акцій протесту, спричинених масовими фальсифікаціями президентських виборів 2020 року, побиттям і тортурами затриманих протестуючих, він та 92 інших білоруських футболісти засудили насильство в Білорусі.

## Титули і досягнення
- Кубок Білорусі
  -  Володар (1): 2021

- Суперкубок Білорусі
  -  Володар (2): 2022, 2024